# Commandant Cody
Commandant Cody (Engels: Commander Cody) is een personage uit het Star Wars-universum, gespeeld door acteur Temuera Morrison. Met de officiële benaming CC 2224 is Cody commandant van het 7e Sky Corps en het 212e aanvalsbataljon van de Clone Troopers. Cody is een menselijke kloon, geproduceerd op de planeet Kamino. Dankzij extra training ontwikkelt hij leidinggevende vaardigheden en wordt commandant.
Cody verschijnt voor het eerst in de film Revenge of the Sith. Hij heeft jarenlang gediend als tweede man van het 7e Sky Corps onder generaal Obi-Wan Kenobi, een belangrijk lid van de Jedi-orde. Cody is een loyaal commandant met strategisch inzicht en wordt gewaardeerd door zowel zijn soldaten als door Obi-Wan Kenobi. Tijdens een missie om generaal Grievous gevangen te nemen activeert kanselier Palpatine echter 'Bevel 66': alle Jedi moeten worden omgebracht omdat ze verraad zouden hebben gepleegd. De Clone Troopers hebben geen keus vanwege een implantaat dat hen dwingt de opdracht uit te voeren, en overal in het heelal keren ze zich per direct tegen de Jedi. Zo ook commandant Cody, die zijn troepen onmiddellijk inzet om Obi-Wan Kenobi te doden. Hij denkt ook dat hij hierin is geslaagd, maar weet niet dat Obi-Wan Kenobi het heeft overleefd.
Na de machtsovername door Palpatine en de stichting van het Galactisch Keizerrijk raakt de rol van Clone Troopers steeds meer uitgespeeld, maar Cody en zijn bataljon blijven nog enige tijd behouden. Hij werkt onder andere mee aan het onderwerpen van de Wookiees.
Het personage verschijnt ook in de animatieserie Star Wars: The Bad Batch. Hij blijkt dan nog steeds in dienst te zijn van het Galactisch Keizerrijk, maar begint te twijfelen aan de waarden en methoden van het Keizerrijk. Keerpunt is een missie met zijn vriend en collega Captain Rex waarbij een tegenstander wordt geëxecuteerd, ondanks dat die zich heeft overgegeven. Voor Cody wordt duidelijk dat het Keizerrijk niet naar vrede streeft zoals het zelf al die tijd heeft verkondigd, en uiteindelijk komt Cody er achter dat hij zelf verantwoordelijk is voor zijn keuzes.
In de animatieserie The Clone Wars speelt Cody eveneens een rol. Deze serie speelt zich echter af vóór Revenge of the Sith.